# DREAM (伊藤由奈のアルバム)
『DREAM』（ドリーム）は、日本の歌手・伊藤由奈の3枚目のオリジナルアルバム。2009年5月27日発売。発売元はソニー・ミュージックレコーズ。

## 解説
- 前作以来1年3ヶ月振りのリリースとなる。
- 初回生産限定盤と通常盤の2形態での発売となる。初回生産限定盤のみ、シングル曲のビデオクリップとメイキング映像が収録されたDVD付き、キラキラ三方背BOX仕様。通常盤とは別ジャケットを使用。
- キャッチコピーは「If you can dream it, you can do it」。「夢に思い描く事が出来るなら それは 現実に叶えられる」という意味で、今作はこれをコンセプトに製作したアルバムである。

## 収録曲

### CD
1. love you
（作詞：Ryosuke Imai, Nataumi Kobayashi / 作曲・編曲：Ryosuke Imai）
2. 今でも 会いたいよ… / 伊藤由奈 feat. Spontania
（作詞：Yuna Ito, Spontania, Jeff Miyahara / 作曲：Yuna Ito, Spontania, Jeff Miyahara, RYLL & couco / 編曲：Jeff Miyahara, RYLL）
  - 2009年3月23日に配信されたデジタル・シングルで、アルバム・プロモーション楽曲。本作リリースに合わせて「ミュージックステーション」にてテレビ初披露された。
3. Brand New World
（作詞・作曲：Shunsuke Minami / 編曲：Shunsuke Minami, DJ-PASSION & KANE）
  - 13枚目のシングルのカップリング曲。
4. 恋はgroovy×2
（作詞：Kenn Kato / 作曲：Shunsuke Minami / 編曲：Shunsuke Minami, DJ-PASSION & KANE）
  - 12thシングル。
5. trust you
（作詞・作曲：MARKIE / 編曲：Jin Nakamura）
  - 13thのシングル。
6. BAILA BAILA
（作詞・作曲・編曲：Shunsuke Minami）
7. BREEEEEZIN!!!!!!!
（作詞：Kaoru Kami / 作曲：Kaoru Kami, Tomokazu "T.O.M" Matsuzawa / 編曲：Tomokazu "T.O.M" Matsuzawa）
  - 11thシングルのカップリング曲。
8. miss you
（作詞・作曲：Maika Shiratori / 編曲：Hyoe Yasuhara）
  - 11thシングル。
9. LOVE MACHINE GUN
（作詞：Nataumi Kobayashi / 作曲・編曲：Rui Momota）
  - 2008年8月6日に配信された着うた配信限定楽曲。今回がCD初収録。1コーラス目Bメロの歌詞が一部変更されている。
10. No one else
（作詞：Kenn Kato / 作曲：Daiki / 編曲：Hiroto Suzuki）
11. Body
（作詞：Yuna Ito, Shoko Fujibayashi / 作曲：Yuna Ito, Jeff Miyahara, Jeremy Soule / 編曲：Jeff Miyahara, Jeremy Soule）
12. groovy×2 / 伊東クリスティーン
  - シークレット・トラック。2008年12月10日にデジタル・シングルとして配信された伊東クリスティーンのデビュー曲であり、伊藤由奈「恋はgroovy×2」の英語バージョンである。今回がCD初収録。

### DVD
1. miss you
2. 恋はgroovy×2
3. trust you
4. 今でも 会いたいよ…
5. Making

## タイアップ
- 伊藤園「ビタミンフルーツ」2009年度CMソング（M-1）
- エムティーアイ「music.jp」CMソング（M-2）
- ABCマート「Hawkins Sport」CMソング（M-3）
- GAP×MTV CMソング（M-4）
- MBS「ベリータ」12月度エンディングテーマ（M-4）
- 赤坂サカス「Winter Sacas」テーマソング（M-4）
- MBS・TBS系アニメ「機動戦士ガンダム00 -2nd Season-」エンディングテーマ（M-5）
- 伊藤園「ビタミンフルーツ」2008年度CMソング（M-8）
- ケータイ小説「天使の恋」インスパイアソング（M-8）
- ケータイ小説「天使の恋」テーマソング（M-9）